# 엘라나 마이어스
엘라나 마이어스 타일러(영어: Elana Meyers Taylor, 결혼전 이름은 '엘라나 알레산드라 마이어스' - Elana Alessandra Meyers, 1984년 10월 10일~)는 미국의 봅슬레이 선수이다. 2010년 밴쿠버 동계올림픽 여자 봅슬레이 동메달과 2014년 소치 동계올림픽, 2018년 평창 동계올림픽 은메달을 획득하였다.

## 생애
마이어스는 1984년 미국 캘리포니아주 오션사이드에서 태어나 조지아주 더글러스빌에서 자랐고 조지 워싱턴 대학교에 입학, 대학 축구팀 선수로 활동하였다. 2007년부터는 종목을 바꿔 봅슬레이 선수경력을 시작하였다. 2014년 4월에는 코치이자 동료 봅슬레이 선수인 닉 타일러와 결혼하였다.

### 선수 경력
2009년 미국 레이크플래시드에서 열린 FIBT 세계 선수권대회에서 쇼나 로복과 함께 여자 2인승 종목에 출전해 처음으로 은메달을 획득하였다. 이후 2010년 1월 16일 오는 밴쿠버 동계올림픽에 출전할 미국 국가대표로 선발됐고, 2010년 2월 24일 에린 팩과 함께 여자 2인승 종목에서 동메달을 획득하였다. 1차 시도는 53.28초, 2차는 53.05초, 3차는 53.29초, 4차는 53.78초로 총합 3분 33.40초에 1위와의 격차는 1.12초차였다.
2013년 스위스 생모리츠에서 열린 세계 선수권대회에서는 캐시 이버링과 함께 2위에 올랐다. 이후 2014년 2월 19일 로린 윌리엄스와 함께 2014년 동계 올림픽에 출전해 첫 올림픽 은메달을 목에 걸었다. 1차시도는 57.26초로 트랙레코드였고, 2차는 57.63초, 3차는 57.69초, 4차는 58.13초로 합계 3분 50.71초, 1위 캐나다의 카일리 험프리스-히터 모이스 팀과의 격차는 0.10초에 불과했다.
2014년 4월에는 봅슬레이가 아닌 럭비 유니언을 준비해 2014 차이나 우먼 세븐스에 미국 국가대표팀으로 출전하기도 하였다. 같은해 9월에는 국제봅슬레이연맹에서 봅슬레이 4인승 경기에 혼성선수 구성을 허용한다는 방침을 내렸다. 이에 11월 8일 마이어스 타일러는 미국 트라이얼 대회에서 연습시간이 불과 나흘밖에 주어지지 않았음에도 불구하고 미국 국가대표팀의 순위 진입을 확고히 한다는 판단에 따라 4인승 크루에 합류, 3위에 오르는 여력을 과시하였다. 2014년 11월 15일 마이어스와 캐나다의 카일리 험프리스가 미국 유타주 파크시티에서 열리는 시즌오프닝 북아메리카컵 대회에 출전함으로써, 사상 처음으로 4인승 봅슬레이 대회에 출전한 여성 선수가 되었다. 경기 결과 마이어스 팀은 7위, 험프리스 팀은 6위에 올랐다.
2015년 2월 마이어스와 체럴 개럿은 미국 대표로는 처음으로 세계 선수권대회에서 세 독일팀을 누르고 정상에 올랐다. 이는 북아메리카가 이외의 지역에서 남녀를 통틀어 미국 선수가 월드타이틀 우승을 거머쥔 것은 56년 만에 처음 있는 일이기도 했다.
2018년 2월에는 대한민국 평창에서 열린 2018년 동계 올림픽 봅슬레이 여자 2인승 종목에 로렌 깁스와 함께 출전해 은메달을 차지하였다. 이로써 마이어스는 대회 2연속 은메달, 올림픽 통산 3메달을 차지하게 되었다.